# Żywot człowieka poczciwego
Żywot człowieka poczciwego – utwór Mikołaja Reja, wchodzący w skład Źwierciadła wydanego w 1567/1568 w Krakowie.
Część dzieła powstała na zamku w Myślenicach, gdzie autor gościł u Wawrzyńca Spytka Jordana. Żywot jest najobszerniejszą częścią Źwierciadła. Utwór, zaliczający się do literatury parenetycznej i opisujący wzorcowy obraz ludzkiego życia, stanowi podsumowanie dorobku Reja. Utwór adresowany jest do Polaków, opisuje ich cechy narodowe, nawołuje do pielęgnowania cnót charakteru i wypełniania narodowych obowiązków.
Styl utworu jest charakterystyczny dla autora – zawiera wiele zdrobnień, wyliczeń, pytań retorycznych, powtórzeń.
Żywot podzielony jest na trzy księgi, a te na rozdziały nazywane „kapitulum”:
- Księga I rozpoczyna się nawiązaniem do stworzenia świata. Dalej mówi o przykazaniach i rozumie otrzymanym od Boga, sposobach wychowywania dzieci, rozważania nad wyborem stanu oraz kwestie teologiczne.
- Księga II rozważa takie zagadnienia, jak małżeństwo, obowiązki posłów, senatu, władcy, człowieka poczciwego w ogólności, a zwłaszcza szlachcica. Opisuje niektóre grzechy główne (łakomstwo, pycha, gniew). Zawiera także pochwałę życia na wsi. Przedostatni rozdział tej księgi, „Rok na czterzy części rozdzielon”, można traktować jako punkt kulminacyjny Żywota. Przedstawia on wyidealizowany obraz życia ziemianina na wsi oraz czynności przypadających na każdą porę roku.
- Księga III poświęcona jest starości i śmierci, która przedstawiona jest tu jako naturalny kres, który należy przyjąć ze spokojem.